# The Boob
The Boob ist ein US-amerikanischer Stummfilm aus dem Jahr 1926 mit George K. Arthur in der Hauptrolle und unter der Regie von William A. Wellman in einer seiner ersten Arbeiten. Joan Crawford hat eine kleine Nebenrolle.

## Handlung
Peter Good liebt Amy, aber Amy liebt Harry und Harry ist ein Schwarzbrenner. Um Amy für sich zu gewinnen, versucht sich Peter als Undercoveragent und mit der Hilfe von Jane, der besten Agentin überhaupt, legt er Harry das Handwerk und gewinnt die Liebe von Amy.

## Hintergrund
Joan Crawford stand seit 1925 bei MGM unter Vertrag und stieg rasch zu einer beliebten Darstellerin auf. Besonders der Auftritt in Charleston-Girls verhalf ihr zum Durchbruch und zu einem festen Studioengagement. Der Hauptdarsteller George K. Arthur war kurz vorher durch seinen Auftritt in Josef von Sternbergs Debütfilm The Salvation Hunters bekannt geworden. Der Film wurde Ende 1925 zunächst als I’ll Tell the World produziert, doch später unter The Boob in den allgemeinen Verleih gebracht. Er besteht aus einer Reihe von einzelnen Episoden, die vage von einer Rahmenhandlung zusammengehalten werden. Crawford erscheint erst nach gut 30 Minuten und ist dann keine sechs Minuten auf der Leinwand zu sehen. Der finanzielle Reinfall des Films behinderte jedoch den Aufstieg von Crawford nicht wesentlich, die Mitte 1926 bereits zu einem der WAMPAS Baby Star gekürt wurde und bald regelmäßig die Cover von wichtigen Filmmagazinen und Journalen zierte.
Joan Crawford hasste den Film und ihre Rolle aus ganzem Herzen. In einem Brief an einen Fan schrieb sie Ende 1926:

„Ich habe gerade herausgefunden, dass ein Film, den ich vor gut einem Jahr gedreht habe und der "I’ll Tell the World" hieß, unter dem Titel "The Boob" in den allgemeinen Verleih gekommen ist. Ich schäme mich so für diesen grässlichen Fehler. Kannst Du mir vergeben. Du brauchst mir gar nicht zu sagen, was für ein schrecklicher Film das war. Ich weiß es selber genau. Ich bin nicht einmal zur Preview gegangen.“

In England kam der Film unter dem Titel The Yokel in den Verleih.

## Kinoauswertung
Mit Herstellungskosten von lediglich 108.000 US-Dollar war The Boob eine für MGM-Standards sehr kostengünstige Produktion. Er spielte in den USA 142.000 US-Dollar ein. Mit Auslandseinnahmen von lediglich 42.000 US-Dollar und einem kumulierten Gesamtergebnis von 183.000 US-Dollar musste das Studio am Ende einen Verlust in Höhe von 30.000 US-Dollar verbuchen. Es sollte der einzige Film mit Crawford bis Rain im Jahr 1932 bleiben, der Geld verlor.

## Kritiken
Die Kritiker teilten Crawfords negative Einschätzung des Films.
Die Baltimore Sun war eindeutig in ihrem Urteil:

„Ein Stück Dreck […]. Die Gesellschaft hat sich nicht gerade mit Ruhm bekleckert, denn diese Story über einen reichlich dummen Jungen, der zu einem Agenten gegen die Schwarzbrenner wird, um ein Mädchen zu gewinnen, ist ungefähr so schillernd wie Abwaschwasser.“

Film Daily zeigte sich auch nicht überzeugt:

„Die Entwicklung ist so episodenhaft […], dass die ursprüngliche Idee in einem Schwall von komödiantischen Szenen, Slapstick und dergleichen untergeht.“